# Fumaria montana
Fumaria montana là một loài thực vật có hoa trong họ Anh túc. Loài này được J.A.Schmidt mô tả khoa học đầu tiên năm 1852.